# Película conductora transparente

Sección transversal de una célula solar policristalina de capa fina. El revestimiento conductor transparente entra en contacto con el semiconductor de tipo n para extraer corriente.

Una película conductora transparente (en inglés, Transparent conducting films, abreviadamente TCF) es una capa delgada ópticamente transparente y eléctricamente conductora.
Los TCF para aplicaciones fotovoltaicas se han fabricado a partir de materiales inorgánicos como de orgánicos. Las películas inorgánicas típicamente se componen de una capa de óxido conductor transparente (TCO), generalmente en forma de óxido de indio y estaño (ITO), óxido de estaño dopado con flúor (FTO) y óxido de zinc dopado. Las películas orgánicas se están desarrollando utilizando redes de nanotubos de carbono y grafeno , que se pueden fabricar para ser altamente transparentes a la luz infrarroja, junto con redes de polímeros tales como el poli (3,4-etilendioxitiofeno) y sus derivados.
Las películas conductoras transparentes actúan como una ventana para que la luz pase a través del material activo por debajo (donde se produce la generación de portador), como un contacto óhmico para transporte de portadores de la fotovoltaica y también puede actuar como portador transparente para dispositivos de montaje en superficie utilizados entre el cristal laminado o compuestos transmisores de luz. Los materiales transparentes poseen bandas prohibidas con energías que corresponden a longitudes de onda que son más cortos que el intervalo visible de 380 nm a 750 nm. Como tal, los fotones con energías por debajo de la banda prohibida no se recogen por estos materiales y, por lo tanto, la luz visible pasa a través. Sin embargo, las aplicaciones tales como la energía fotovoltaica pueden requerir un intervalo de banda incluso más amplio para evitar la absorción no deseada de los espectros de energía solar.